# 岡野裕城
岡野 裕城（おかの ゆうき、1986年10月22日 - ）は、日本の男性総合格闘家。茨城県龍ケ崎市出身。マッハ道場所属。東洋大学卒業。第6代HEATライト級王者。

## 来歴
茨城県龍ケ崎市出身で、高校まではバスケットボール部であった。その後マッハ道場に入門し、格闘技を始めた。
2008年6月15日、プロデビュー戦となったDEEP GLOVE 2で大野崇と対戦し、TKO勝ち。
2009年、全日本アマチュア修斗選手権ライトヘビー級（-83kg）で優勝。
2010年1月23日、修斗ミドル級新人王決定トーナメント1回戦で瀬戸哲男と対戦し、3-0の判定勝ち。
2010年7月4日、修斗ミドル級新人王決定トーナメント準決勝で井上雄策と対戦し、0-3の判定負け。トーナメント敗退となった。
2011年12月18日、修斗ミドル級新人王決定トーナメント決勝で山下豪太と対戦し、2R3-0判定勝ち。修斗ミドル級新人王を獲得した。
2013年11月24日、DEEP CAGE IMPACT 2013で郷野聡寛と対戦し、1-1の判定引き分けとなった。
2014年7月21日、DEEP CAGE IMPACT 2014のDEEPウェルター級王座次期挑戦者決定戦で白井祐矢と対戦し、判定負け。
2015年2月28日、ライト級転向初戦となったDEEP 71 IMPACTで江藤公洋と対戦し、パンチでTKO勝ち。
2015年5月16日、DEEP 72 IMPACTで元DEEPライト級王者の中村大介と対戦し、3-0の判定勝ち。
2015年7月20日、DEEP CAGE IMPACT 2015のDEEPライト級タイトルマッチで王者北岡悟に挑戦し、2Rにフロントチョークで一本負け。王座獲得に失敗した。
2017年10月15日、プロフェッショナル修斗公式戦舞浜大会で鈴木槙吾と対戦し、1Rからパンチの応酬となる激闘を繰り広げ、3R1-1のドロー判定となったが、大会後に日本修斗協会からこの試合のジャッジを担当していた渡辺審判のジャッジペーパーへの記載ミスが判明した事で、ドロー判定から2-0で岡野の判定勝利となった。
2018年3月25日、修斗世界ライト級タイトルマッチで王者の松本光史に挑戦し、1RパンチでTKO負け。王座獲得に失敗した。
2018年5月25日、韓国の団体Top FC 18でジョン・セユンとウェルター級契約で対戦し、2-0の判定勝ち。
2019年1月27日、修斗で川名雄生と対戦し、組み付いてくる川名に苦戦し、0-3の判定負け。
2019年9月1日、Road to ONE:CENTURYでアキラと対戦し、体格差を活かした戦いで優位に試合を進め、最後は左ジャブからのパウンドでTKO勝ち。
2021年10月17日、HEAT 49のライト級次期挑戦者決定戦で菅原和政 と対戦し、3-0の判定勝ち。
2022年5月7日、HEAT 50のライト級タイトルマッチ（5分5R）で王者草MAXと対戦し、1Rお互いジャブを打ちながら距離を計る展開が続き、2R終盤に草MAXのパンチで岡野がダウンし、追撃のパウンドを打ってきた草MAXを岡野が逆にタックルで倒し、立ち上がろうとした草MAXのバックを取り、バックマウントのパウンドからリアネイキドチョークを極め、一本勝ち。岡野がHEATライト級王座獲得に成功した。
2023年4月30日、PANCRASE 333でライト級6位の松岡嵩志と対戦し、3R0-3の判定負け。

## 戦績

### 総合格闘技
| 総合格闘技 戦績 | 総合格闘技 戦績 | 総合格闘技 戦績 | 総合格闘技 戦績 | 総合格闘技 戦績 | 総合格闘技 戦績 | 総合格闘技 戦績 |
| --------------- | --------------- | --------------- | --------------- | --------------- | --------------- | --------------- |
| 33 試合         | (T)KO           | 一本            | 判定            | その他          | 引き分け        | 無効試合        |
| 17 勝           | 5               | 4               | 8               | 0               | 1               | 0               |
| 15 敗           | 4               | 3               | 8               | 0               | 1               | 0               |

| 勝敗 | 対戦相手             | 試合結果                       | 大会名                                                         | 開催年月日     |
| ×    | 山本琢也             | 1R 1:07 パンチ                 | POUNDOUT 1                                                     | 2024年10月5日  |
| ×    | 松岡嵩志             | 5分3R終了 判定0-3              | PANCRASE 333                                                   | 2023年4月30日  |
| ×    | 粕谷優介             | 1R 4:47 リアネイキドチョーク   | PANCRASE 330                                                   | 2022年12月25日 |
| ○    | 草MAX                | 2R 4:45 リアネイキドチョーク   | HEAT 50 【HEATライト級タイトルマッチ】                         | 2022年5月7日   |
| ○    | 菅原和政             | 5分3R終了 判定3-0              | HEAT 49 【HEATライト級次期挑戦者決定戦】                       | 2021年10月17日 |
| ×    | 田中有               | 5分3R終了 判定0-3              | 修斗                                                           | 2019年11月24日 |
| ○    | アキラ               | 2R 2:25 TKO（パンチ→パウンド） | Road to ONE:CENTURY                                            | 2019年9月1日   |
| ×    | 川名雄生             | 5分3R終了 判定0-3              | 修斗                                                           | 2019年1月27日  |
| ○    | ジョン・セユン       | 5分3R終了 判定2-0              | Top FC 18                                                      | 2018年5月25日  |
| ×    | 松本光史             | 1R 3:07 パンチ連打             | 修斗 【修斗世界ライト級チャンピオンシップ】                    | 2018年3月25日  |
| ○    | 鈴木槙吾             | 5分3R終了 判定2-0              | 修斗                                                           | 2017年10月15日 |
| ×    | 下石康太             | 5分2R終了 判定0-3              | DEEP OSAKA IMPACT 2017                                         | 2017年3月20日  |
| ○    | 児玉京大             | 1R 3:55 TKO（肘打ち→パウンド） | 修斗                                                           | 2016年11月12日 |
| ○    | カーロ・ペダーソリJr | 5分3R終了 判定2-1              | RFC                                                            | 2015年12月5日  |
| ×    | 北岡悟               | 2R 0:54 フロントチョーク       | DEEP CAGE IMPACT 2015 【DEEPライト級タイトルマッチ】           | 2015年7月20日  |
| ○    | 中村大介             | 5分3R終了 判定3-0              | DEEP 72 IMPACT                                                 | 2015年5月16日  |
| ○    | 江藤公洋             | 1R 2:31 TKO（パンチ）          | DEEP 71 IMPACT                                                 | 2015年2月28日  |
| ×    | 中村K太郎            | 2R 0:26 TKO（パンチ）          | DEEP 69 IMPACT                                                 | 2014年10月26日 |
| ×    | 白井祐矢             | 5分3R終了 判定0-2              | DEEP CAGE IMPACT 2014 【DEEPウェルター級王座次期挑戦者決定戦】 | 2014年7月21日  |
| ○    | KEI山宮              | 1R 4:53 リアネイキドチョーク   | DEEP 65 IMPACT                                                 | 2014年3月22日  |
| △    | 郷野聡寛             | 5分3R終了 判定1-1              | DEEP CAGE IMPACT 2013 in TDC HALL                              | 2013年11月24日 |
| ○    | ロクク・ダリ         | 2R 1:48 リアネイキドチョーク   | マッハ祭り！                                                   | 2013年9月29日  |
| ○    | 渡辺良知             | 2R 0:26 TKO（パウンド）        | DEEP CAGE IMPACT 2013                                          | 2013年6月15日  |
| ×    | 白井祐矢             | 5分2R終了 判定0-3              | DEEP 61 IMPACT                                                 | 2013年2月16日  |
| ×    | ベスラン・イサエフ   | 5分2R終了 判定0-3              | ProFC 43                                                       | 2012年10月26日 |
| ○    | 九十九優作           | 5分2R終了 判定3-0              | DEEP 59 IMPACT                                                 | 2012年8月18日  |
| ○    | 鎧トシヒロ           | 1R 1:41 リアネイキドチョーク   | DEEP OSAKA IMPACT 2012                                         | 2012年5月26日  |
| ×    | 悠太                 | 2R 3:54 肩固め                 | DEEP CAGE IMPACT 2012                                          | 2012年4月7日   |
| ○    | 山下豪太             | 5分2R終了 判定3-0              | 修斗 【2011年修斗ミドル級新人王決定トーナメント 決勝】         | 2011年12月18日 |
| ×    | 永木健二             | 1R 0:54 TKO（パンチ）          | GCM                                                            | 2010年9月26日  |
| ×    | 井上雄策             | 5分2R終了 判定0-3              | 修斗 【2010年修斗ミドル級新人王決定トーナメント 準決勝】       | 2010年7月4日   |
| ○    | 瀬戸哲男             | 5分2R終了 判定3-0              | 修斗 【2010年修斗ミドル級新人王決定トーナメント 1回戦】        | 2010年1月23日  |
| ○    | 大野崇               | 1R 4:41 TKO（パウンド）        | DEEP GLOVE2                                                    | 2008年6月15日  |

## 獲得タイトル
- 第8回関東アマチュア修斗選手権ライトヘビー級 優勝（2009年）
- 第16回全日本アマチュア修斗選手権ライトヘビー級 優勝（2009年）
- 修斗ミドル級新人王（2011年）
- 第6代HEATライト級王座（防衛0）